# Antonio Alexe
Antonio Alexe (n. 21 decembrie 1969, Constanța, România – d. 21 ianuarie 2005, Sinaia, Prahova, România) a fost un jucător român de baschet. Ultima oară el a jucat pentru CSU Asesoft Ploiești, înainte de a deceda într-un accident de mașină.
Toni Alexe a jucat la echipa de juniori din Constanța până a fost remarcat de către antrenorul Dan Berceanu de la Dinamo I.M.P.S. Oradea. A debutat în Divizia A cu Oradea în 1988 și a rămas la această echipă până în 1993. Din 1993 și până în 2000 a evoluat în Ungaria la Szolnoki Olaj, Sopron, F.C. Szombathely și Fehervar. Toni Alexe revine în 2000 la West Petrom Arad, pentru care joacă doi ani. În 2002 se transferă din nou la F.C. Szombathely iar ultimul contract a fost pentru CSU Asesoft Ploiești, între 2003 și 2005. El este considerat unul dintre cele mai bune produse ale baschetului românesc din ultimii 15 ani.
Toni Alexe a decedat în dimineața zilei de 21 ianuarie, în urma unui groaznic accident rutier petrecut la intrarea în Sinaia.  În dreptul bornei ce indică kilometrul 120 pe ruta DN1, mașina sa - un Peugeot 307 HDI - a derapat și a intrat pe contrasens într-un camion. La autopsie s-a constatat că decesul a survenit în urma secționării aortei de către două coaste.
Trupul lui Antonio este înmormântat la Oradea, locul unde se stabilise de 15 ani.